# Alouette d'Angola
Amirafra angolensis
Espèce
Répartition géographique
Statut de conservation UICN

 LC  : Préoccupation mineure
L'Alouette d'Angola (Amirafra angolensis) est une espèce d'oiseaux de la famille des Alaudidae que l'on trouve en Afrique australe et centrale.

## Description
L'Alouette d'Angola est un petit oiseau mesurant environ 17 centimètres de long, du bec au bout de la queue, pour un poids compris entre 30 et 42 grammes.

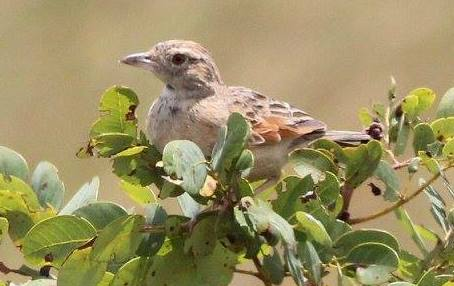
Une Alouette d'Angola.

Sa calotte est brune et elle a une crête rousse qu'elle relève parfois. Ses yeux sont bruns et son bec est assez fort. Son menton et sa gorge sont blancs, légèrement parsemés de brun par endroits. Sa poitrine est beige largement strillée de brun, son ventre est blanchâtre et ses flancs beiges. Ses rémiges sont brun clair et brun foncé, avec un bout bien plus clair. Les scapulaires tirent sur le roux. 
L'alouette d'Angola est plus petite et plus foncée que l'Alouette à nuque rousse et plus grande que l'Alouette bourdonnante, avec un bec plus robuste et des parties inférieures plus pâles.

## Taxonomie
L'Alouette d'Angola était autrefois placée dans le genre Mirafra. C'est l'une des trois espèces qui ont été déplacées vers le genre ressuscité Amirafra sur la base des résultats d'une grande étude de génétique moléculaire menée par l'ornithologue suédois Per Alström et ses collaborateurs, publiée en 2023,.
Trois sous-espèces sont reconnues :
- Amirafra angolensis angolensis (Barboza du Bocage, 1880) : Nord, Ouest et Centre de l'Angola.
- Amirafra angolensis marungensis (Hall, 1958) : Sud-Est de la République démocratique du Congo et Sud-Ouest de la Tanzanie.
- A. a. antonii (Hall, 1958) : de l'Est de l'Angola au Sud de la République démocratique du Congo et au Nord-Ouest de la Zambie.

## Distribution et habitat
L'aire de répartition de l'Alouette d'Angola est considérable et se trouve en Angola, en République démocratique du Congo, en Tanzanie et en Zambie. On estime que son aire de répartition mondiale est d’environ 170 000 km2. Ses habitats naturels sont des prairies subtropicales ou tropicales sèches ou humides par saison.